# Echternach
Echternach (luxembourgsk: Iechternach) er en kommune og en by i Luxembourg. Kommunen, som har et areal på 20,49 km², ligger i kantonen Echternach i distriktet Grevenmacher. I 2005 havde kommunen 4.507 indbyggere. 
Echternach er Luxembourgs ældste by, den voksede op omkring klostret som blev grundlagt af Willibrord af Utrecht i år 698.

## Galleri
- Rådhuset i Echternach
- Echternach Basilika